# Pholcus pennatus
Pholcus pennatus är en spindelart som beskrevs av Zhang, Zhu och Song 2005. Pholcus pennatus ingår i släktet Pholcus och familjen dallerspindlar. Inga underarter finns listade i Catalogue of Life.